# Munmyo
Munmyo (Hangul: 문묘) es el santuario confuciano principal de Corea ("munmyo" es también el término coreano general de "Santuario de Confucio"). También, Munmyo Bae-Hyang fue considerado el más alto honor que un erudito podría alcanzar durante la dinastía Joseon. Había sólo 18 de los que habían sido concedido este honor y se llamaba a los 18 Sabios de Corea o los 18 confucianos estudiosos de Oriente. Se encuentra ubicado en el centro de Seúl, Corea del Sur, a los 53 Myeongnyun-dong, Jung-gu, en el campus de la Universidad Sungkyunkwan.

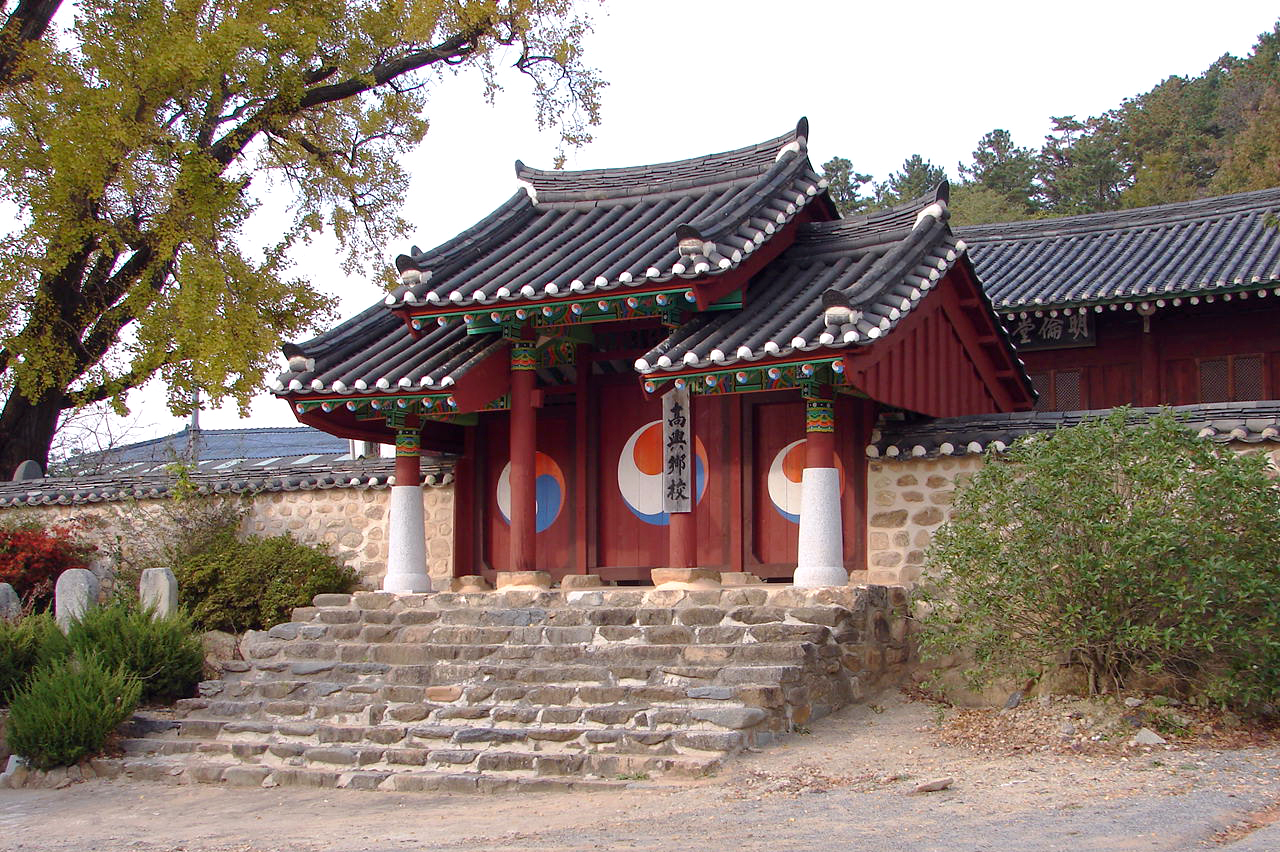
Un santuario Confuciano (Goheung-gun).

## Historia
Munmyo se basa en las práctica confucianas de China, Donde Confucio y sus seguidores eran honrados y venerados. Los templos dedicados a Confucio y sus discípulos se multiplicaron durante la Dinastía Tang, y también fueron adoptados en Corea. Munmyo comenzó durante el gobierno de Silla unificada, pero no alcanzó pleno desarrollo hasta 1398, bajo Taejo de Joseon. Notables eruditos de Joseon, Silla y Goryeo se unieron al templo.

## Eruditos honrados
Confucio, Choe Chiwon, Seol Chong, An Yu, Jeong Mong-ju, Kim Gwoeng-pil, Jeong Yeo-chang, Jo Gwang-jo, Yi Eonjeok, Yi Hwang, Yi I, Seong Hon, Kim Jang-saeng, Song Siyeol, Song Jun-gil, Pak Se-chae, Kim Inhu, Jo Hun, y Kim Jip.